# سوفان بوری
سوفان بوری (به لاتین: Suphan Buri) یک منطقهٔ مسکونی در تایلند است که در Mueang Suphan Buri واقع شده‌است. سوفان بوری ۲۶٬۶۵۶ نفر جمعیت دارد.

## نگارخانه

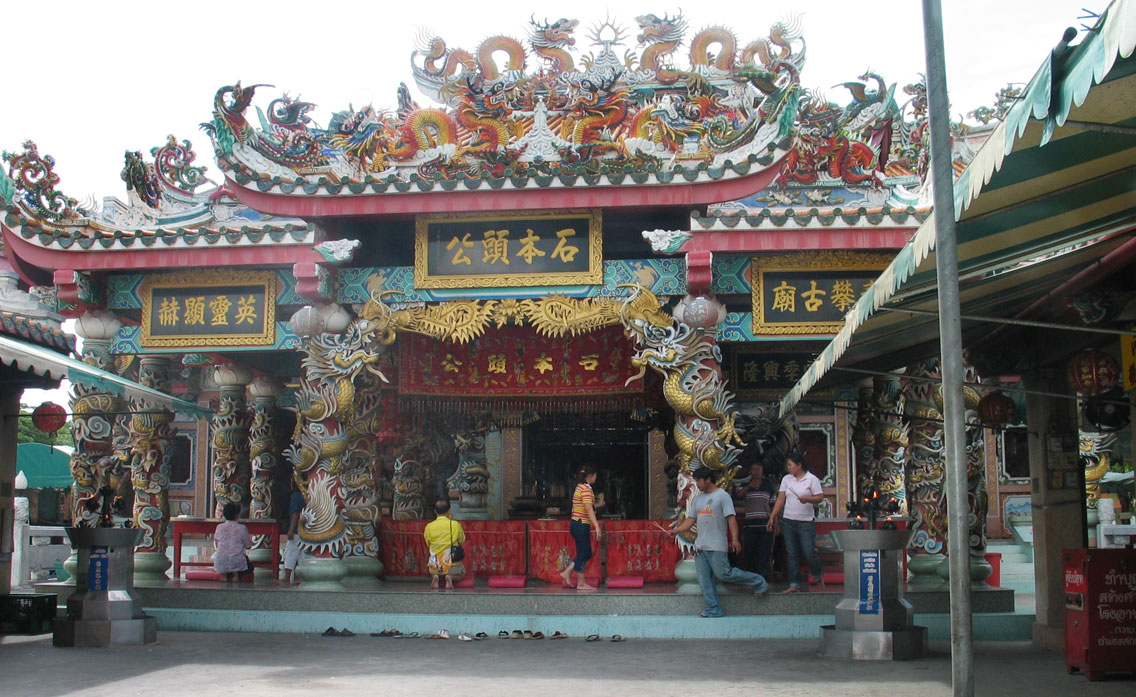
ستون شهر در یک معبد چینی قرار دارد.
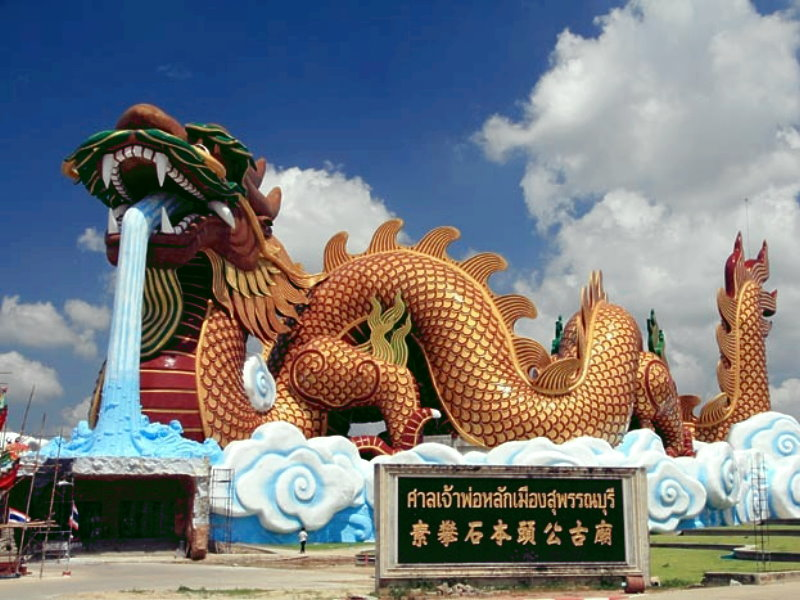
دروازه اصلی زیارتگاه ستون شهر، سوفان بوری
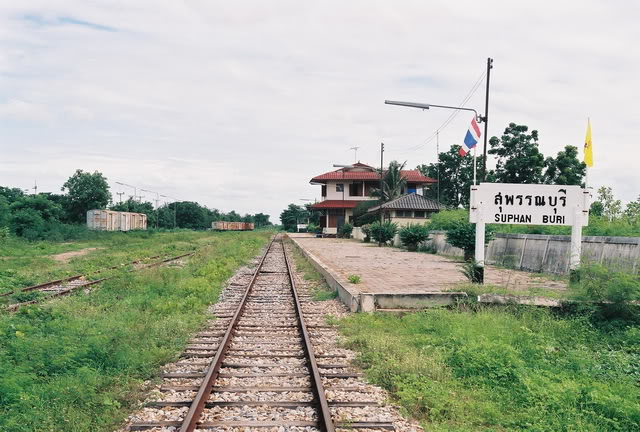
ایستگاه راه‌آهن سوفان بوری
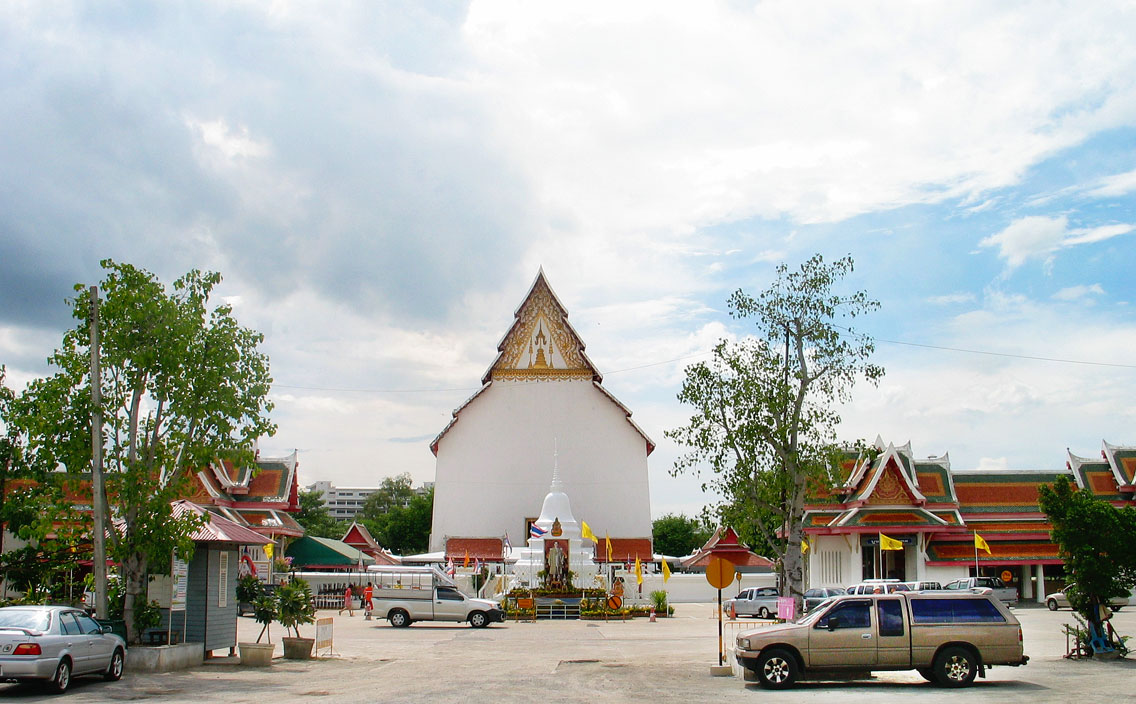
Wat Pa Le Lai